# Fissidens pseudoserratus
Fissidens pseudoserratus là một loài Rêu trong họ Fissidentaceae. Loài này được (Müll. Hal.) A. Jaeger mô tả khoa học đầu tiên năm 1869.